# Acacia lankaensis
Acacia lankaensis é uma espécie de leguminosa do gênero Acacia, pertencente à família Fabaceae.